# Метеорология
Метеорологията (на старогръцки: μετεωρο-λογία – разсъждения за небесните явления, на старогръцки: μετ-έωρα – небесни явления + на старогръцки: λογία – наука) е наука, изучаваща атмосферните явления и климатичните условия, тяхното моментно състояние, както и тяхното прогнозиране. Състоянието на атмосферата в определен момент и място се нарича метеорологично време или само „врéме“. Метеорологията изследва динамиката на атмосферните явления, които зависят от основни параметри като температура, налягане, концентрация на водни пари, техните градиенти, взаимни влияния и промените им във времето. Чрез изучаване на проявлението на тези явления се предвижда бъдещето им развитие. Дялът от метеорологията, занимаващ се с прогнозиране на времето, се нарича синоптична метеорология.
В състава на физиката на атмосферата влизат: физика на приземния слой въздух, изучаваща процесите в долните слоеве на атмосферата; аерология, изучаваща процесите в свободната атмосфера, където влиянието на земната повърхност е несъществено; физиката на горните слоеве на атмосферата, разглежда атмосферата на височина стотици и хиляди километри, където плътността на атмосферните газове е много малка; аерономия – изучава физиката и химия на горните слоеве на атмосферата. Към физиката на атмосферата се отнасят също актинометрията, изучаваща слънчевата радиация в атмосферата и нейното преобразуване; атмосферната оптика – наука за оптичните явления в атмосферата; атмосферното електричество и атмосферната акустика.

## Историческа справка

### Метеорологията в древността
Началото на метеорологията може да се проследи още от древна Индия, когато упанишадите дискутират сериозно процесите на образуване на облаци и дъжд, както и сезонните цикли, причинени от движението на Земята около Слънцето. Класическата работа Brihatsamhita Varāhamihira, писана около 500 г. пр.н.е., дава ясни доказателства, че дори в онези далечни времена е съществувало дълбоко познаване на атмосферните процеси. Терминът метеорология е предложен от Аристотел (около 350 г. пр.н.е.), за да опише това, което по това време най-общо са наричали „науки за Земята“. Приблизително по това време философът Теофраст публикува „Знаците на времето“, първата книга, съдържаща метеорологични прогнози в Европа.

### Метеорологията през 17 – 19 век
Развитието на метеорологията се ускорило през първата половина на 17-ти век, когато италианските учени Галилео Галилей и Еванджелиста Торичели разработили първите метеорологични прибори – барометъра и термометъра. През 17-ти и 18-ти век били направени първите крачки в изучаването на закономерностите в атмосферните процеси. В трудовете по метеорологични изследвания на Михаил Ломоносов и Бенджамин Франклин се обръща особено внимание на изучаването на атмосферното електричество. В този период били изобретени и усъвършенствани прибори за измерване на скоростта на вятъра, количеството на падналите валежи, влажността на въздуха и други метеорологични елементи. Това позволило да се започнат систематични наблюдения за състоянието на атмосферата с помощта на прибори, отначало в отделни пунктове, а по-късно (от края на 18-ти век) и от мрежа от метеорологични станции. Световната мрежа от метеорологични станции, извършващи наземни наблюдения на основните части от повърхността на континентите се изгражда в средата на 19-ти век. През 19-ти век получили развитие емпиричните изследвания на атмосферната циркулация с цел обосноваване на методите за прогнозиране на времето. Работите на У. Ферел в САЩ и Херман фон Хелмхолц в Германия положили началото на изследванията в областта на динамиката на атмосферните движения, които били продължени в началото на 20-ти век от норвежкият учен Вилхелм Бьоркнес (1902 – 1951) и неговите ученици. По-нататъшният прогрес на динамичната метеорология се ознаменува със създаването на първия метод за числова хидродинамична прогноза на времето, разработена от руския учен Иля Афанасиевич Кибел (1904 – 1970).

### Развитие на метеорологията през 20-ти век
Наблюденията за състоянието на атмосферата на различна надморска височина започнали в планините, а скоро след изобретяването на аеростата (края на 19-ти век) и в свободната атмосфера. От края на 19-ти век за наблюдение на метеорологичните елементи на различни височини започват широко да се използват балони-пилоти и балони-сонди със самопишещи прибори. През 1930 г. руският учен Павел Александрович Молчанов (1893 – 1941) изобретява радиосондата – прибор, предаващ сведения за състоянието на свободната атмосфера по радиото. След това наблюденията с помощта на радиосонди станали основен метод за изследване на атмосферата на базата на аерологични станции. В средата на 20-ти век се изградила широка актинометрична мрежа, на станциите на която се провеждат наблюдения на слънчевата радиация и нейното преобразуване на земната повърхност. Били разработени методи за наблюдения на съдържанието на озона в атмосферата, на елементите на атмосферното електричество, на химическия състав на атмосферния въздух и др. Паралелно с разширяването на метеорологичните наблюдения се развива новата наука климатология, основана на статистическите обобщения на материалите от наблюденията. Голяма заслуга за основите на климатологията има руският учен Александър Иванович Воейков (1842 – 1916), изучавал редица атмосферни явления: общата циркулация на атмосферата, влагооборота, снежната покривка и др.
В средата на 20-ти век голямо развитие получават методите на динамичната метеорология в изучаването на общата циркулация на атмосферата. С помощта на американските метеоролози Джоузеф Смагорински (1924 – 2005) и Сюкуро Манабе са съставени световни карти на температурата на въздуха, количеството на валежите и други метеорологични елементи. Аналогични изследвания се провеждат и в много други страни, които са тясно свързани с Международната програма за изследване на глобалните атмосферни процеси (ПИГАП). Значително внимание в съвременната метеорология се отделя за изучаването на физическите процеси в приземния слой въздух. През 20-те и 30-те години на 20-ти век с тези изследвания се заема германският учен Рудолф Гейгер (1894 – 1981) и други учени с цел изучаването на микроклимата. По-късно тези изследвания довеждат до създаването на нов раздел в метеорологията – физика на пограничния слой въздух.

### Съвременна метеорология
Характерна черна на съвременната метеорология се явява използването на новите достижения на физиката и техниката. За наблюдаването на състоянието на атмосферата започват да се използват метеорологични спътници, позволяващи получаването на информация за много метеорологични елементи за цялото земно кълбо. За наземни наблюдения на облачността и валежите се използват радиолокационни методи. Все повече нараства използването на автоматични метеорологични наблюдения и обработката на данните. В изследванията по теоретична метеорология вече се използват предимно компютри, които имат огромно значение за усъвършенстването на числените методи при прогнозирането на времето. Разширява се и използването на количествени физически методи в такива сродни науки като климатологията, агрометеорологията, климатичната медицина и др.

## Връзка на метеорологията с други науки
Метеорологията е най-тясно свързана с океанологията и хидрологията на сушата. Тези три науки изучават различни звена на едни и същи процеси на топлообмен и влагообмен, развиващи се в географската обвивка на Земята. Връзката на метеорологията с геологията и геохимията е основана на общите задачи на тези науки в изследването на еволюцията на атмосферата и измененията в климата на Земята в геоложкото минало. В съвременната метеорология широко се използват методите на теоретичната механика, а също материали и методи от много други физически, химически и технически дисциплини.

## Основни задачи на метеорологията
Една от главните задачи на метеорологията е прогнозирането на времето за различни периоди. Краткосрочните прогнози са особено необходими за обезпечаване работата на авиацията и в ежедневния живот на населението, а дългосрочните имат голямо значение за селското стопанство. Тъй като метеорологичните фактори оказват съществено влияние в много области на стопанската дейност, за обезпечаване на нуждите на народното стопанство са необходими материали за климатичния режим. Бързо нараства и практическото значение на активното въздействие на атмосферните процеси, в т.ч. въздействието на облачността и валежите, защита на растенията от измръзване и др.